# Stammliste der Askanier
Die Stammliste der Askanier nennt die Askanier angefangen bei dem ersten nachweisbaren Mitglied dieses deutschen Uradelsgeschlechts, das nachträglich als Adalbert von Ballenstedt bezeichnet wurde.

## Stammliste Graf Adalberts I.
1. Adalbert I. von Ballenstedt ⚭ Hidda, Tochter von Hodo, Markgraf der Lausitz
  1. Esico I. ⚭ Mathilde von Schwaben, Tochter Hermanns II.
    1. Adalbert II., der Ältere († 1080) ⚭ Adelheid († 1100)
      1. Otto, der Reiche († 1124) ⚭ Eilika († 1142)
        1. Adalbert III., auch Albrecht der Bär († 1170) ⚭ Sophie von Winzenburg († 1160)
          1. Otto († 1184) ⚭ 1. Judith von Polen, 2. Ada, Tochter von Florenz→Nachkommen siehe unten Brandenburg
          2. Hermann I. († 1176) ⚭ 1. Adelheid, 2. Ermgard oder Erna
            1. Siegfried III. († 1206) ⚭ Sophia († 1208), Tochter des dänischen Königs Waldemar I.
              1. Otto I. († 1211)
              2. Albert II. († 1245) ⚭ Hedwig († 1247), Tochter von Hermann I., Landgraf von Thüringen
                1. Marianne († 1250) ⚭ Barnim I., Herzog von Pommern
                2. Sophie († 1268) ⚭ Günther V., Graf von Schwarzburg

              3. Hermann II. († 1247) – siehe nächster Abschnitt
              4. Tochter, Nonne im Kloster Heusdorf
              5. Tochter, Nonne im Kloster Heusdorf
              6. Sophia († 1244) ⚭ Lampert II., Graf von Gleichen in zweiter Ehe
              7. Heinrich († 1247)

            2. Albert I. († 1229), Converse des Dominikanerklosters zu Erfurt
            3. Hesiko oder Heinrich ⚭ Reinwig, Tochter Conrads, Graf von Hohenstein und Beilstein
              1. Lutrade ⚭ Ilger IV., Graf von Ihlefeld und Hohenstein

          3. Siegfried, Bischof von Brandenburg, Erzbischof von Bremen
          4. Heinrich († 1186), Domherr, Propst
          5. Adalbert von Ballenstedt († 1171) ⚭ Adele, Tochter von Konrad I., Markgraf von Meißen, erste Ehe mit dem dänischen König Sven III.
            1. Gertrud († 1196) ⚭ Walther III. von Arnstein

          6. Dietrich († 1183) ⚭ Mathilde, Tochter von Ludwig II., Landgraf von Thüringen
          7. Bernhard (1140–1212) ⚭ Judith, Tochter des dänischen Königs Waldemar I.
            1. Heinrich I., Fürst von Anhalt[1]→Nachkommen siehe unten Anhalt
            2. Albrecht (um 1175–1260), Herzog von Sachsen
              1. Bernhard († nach 1238)
              2. Judith
              3. Anna Marie († 7. Januar 1245) ⚭ Herzog Barnim I. von Pommern
              4. Brigitte (Jutta) († 4. April 1266), (verlobt mit Otto von Braunschweig) ⚭ vor 1255 Markgraf Johann I. von Brandenburg [Stifter der Johanneischen Linie]
              5. Mathilde (Mechthild) († 28. Juli 1266) ⚭ um 1241 Graf Johann I. von Holstein
              6. Agnes ⚭ Heinrich III. Herzog von Breslau
              7. Margarete († 1265) ⚭ 1264 Helmhold III. Graf von Schwerin
              8. Helena (* 1247; † 12. Juni 1309)
              9. Elisabeth († vor 2. Februar 1306)
              10. Johann I. (* nach 1248; † 30. Juli 1285 in Wittenberg), Herzog von Sachsen-Lauenburg →Nachkommen siehe unten Sachsen-Lauenburg
              11. Albrecht II. (* 1250; † 25. August 1298), 1260 Herzog von Sachsen-Wittenberg ⚭ 1273 Agnes (Hagne † 1322 in Wittenberg), Tochter des römisch-deutschen Königs Rudolf von Habsburg →Nachkommen siehe unten Sachsen
              12. Rudolf († nach 1269) ⚭ Anna, Tochter des Pfalzgrafen Ludwig von Bayern

            3. Sophie, Äbtissin zu Gernrode
            4. Magnus
            5. Hedwig ⚭ 1204 Graf Ulrich I. von Wettin
            6. Johann, Propst in Halberstadt

          8. Sibilla oder Gertrud ⚭ Theobald von Böhmen († 1167)
          9. Hedwig († 1198) ⚭ Otto (1125–1190), Markgraf von Meißen
          10. Adelheid († 1162), Nonne zu Kloster Lamspringe
          11. Tochter ⚭ Władysław (1105–1159)
          12. Tochter ⚭ Otto II., Graf von Rieneck

        2. Adelheid († 1142) ⚭ 1. Heinrich von Stade († 1128), Markgraf der Nordmark, 2. Wernher, Graf von Veltheim
        3. Anselm († 1154), Bischof von Havelberg
        4. Otto († nach 1130), Bischof von Lebus

      2. Siegfried I. († 1113) ⚭ Gertrud († 1151), Tochter von Heinrich dem Fetten
        1. Siegfried II. (1107–1124)
        2. Wilhelm (1112–1140) ⚭ Gertrud von Salm-Luxemburg, Tochter von Hermann von Salm
        3. Heinrich
        4. Adela ⚭ Graf von Oldenburg

    2. Adelheid ⚭ Thimo von Schrapelau

  2. Ludolph, Mönch zu Corvey
  3. Uta († 1046) ⚭ Ekkehard II., Markgraf von Meißen
  4. Dietrich, Propst zu Ballenstedt
  5. Hazecha, Äbtissin von Gernrode

## Stammlinie Graf Herrmanns II.
1. Hermann II. († 1248) ⚭ Beatrix, Tochter von Otto I. von Andechs-Meranien
  1. Otto III., Würzburger Domherr 1265–1308[2]
  2. Hermann III., der Berühmte – begründet Nebenlinie, nächster Abschnitt
  3. Otto III. (1244–1285), der Gewaltige ⚭ Agnes, Gräfin von Truhendingen († vor 1300)
    1. Otto V., Bamberger Domherr, Pfarrer von St. Sebald in Nürnberg
    2. Agnes († 1354), Äbtissin von Kloster Himmelkron
    3. Hermann V., Laicus († 1319) ⚭ Mechthild († nach 1339), Tochter des Grafen Friedrich von Rabenswald († 1315)
      1. Hermann VII. († vor 1313)
      2. Friedrich I., der Ältere († 1365) ⚭ Elisabeth, Tochter des Markgrafen Friedrichs-Clemm von Meissen, erste Ehe mit Otto II. von Anhalt
        1. Mechthilde († 1355) ⚭ Heinrich der Jüngere, Graf von Hohnstein
        2. Elisabeth († nach 1381), Nonne in Oberweimar
        3. Friedrich III. der Jüngere († nach 1381)
          1. Katharina ? ⚭ Wilhelm I. von Orlamünde

      3. Mechthild die Ältere († 1332) ⚭ Dietrich, Graf von Hohnstein († vor 1320)
      4. Agnes († vor 1320) ⚭ Heinrich Herr zu Blankenhain
      5. Sophia ⚭ Friedrich, Graf von Beichlingen
      6. Hermann VIII. († 1372)
        1. Gertrud ?
        2. Tochter

      7. Elisabeth ⚭ Heinrich VIII., Graf von Regenstein
      8. Otto VIII. († 1334) ⚭ Helene († nach 1374), Tochter des Burggrafen Friedrich IV. von Nürnberg
        1. Otto IX., Würzburger Domherr 1335
        2. Friedrich II. († Oktober 1367) ⚭ Sophia († 1357), Tochter des deutschen Gegenkönigs Günther XIX. von Schwarzburg
        3. Helena († 1369) ⚭ Heinrich VIII., Herzog von Brieg
        4. Agnes, Äbtissin im Kloster Hof[3]

      9. Johann, Komtur des Deutschen Ordens zu Weimar

    4. Tochter ⚭ Rudolph II. Schenk von Kevernburg (aus der Familie der Thüringer Schenken von Vargula)
    5. Otto VI., der Reiche ⚭ 1. Adelheid († vor März 1305), Tochter von Graf Günther VIII. von Kevernberg (Kevernburg), 2. Catharina († 1322), Tochter von Heinrich von Hessen
      1. Elisabeth († 1359) ⚭ Ulrich I. (1293–1334), Landgraf zu Leuchtenberg
      2. Hermann ? († vor 1340)
      3. Otto VII. (1297–1340) ⚭ Kunigunde († 1382), geborene Landgräfin zu Leuchtenberg, Äbtissin von Kloster Himmelthron
      4. Elisabeth († 1362) ⚭ 1. Heinrich XII., Graf von Schwarzburg, 2. Heinrich, Graf von Hohnstein

  4. Albert III. der Ältere († 1283)
  5. Sophie ⚭ Heinrich VII., Vogt von Weida († nach 1274)
  6. Hermann IV., Geistlicher

### Nebenlinie Graf Hermanns III.
1. Hermann III. († 1283) ⚭ 1. Tochter des Grafen Günther V. von Kevernburg, 2. Mechthild von Schwarzburg
  1. Elisabeth die Ältere († nach 1353) ⚭ 1. Otto Edler Herr von Lobdaburg († 1289), 2. Albrecht der Entartete, Landgraf zu Thüringen
  2. Hermann VI. ⚭ Gräfin zu Gleichen
  3. Heinrich III. († 1310) ⚭ Tochter Heinrichs I., Vogt zu Plauen
    1. Heinrich IV. der Älteste († 1357) ⚭ Irmgard, Gräfin von Schwarzburg († 1324)
      1. Heinrich V. der Jüngere († vor 1358) ⚭ Richza von Henneberg
        1. Otto X. († 1403) ⚭ Luchard († 1405), Tochter Heinrichs VII., Vogt von Gera
          1. Wilhelm I. ⚭ Katharina, Gräfin von Orlamünde ?
            1. Friedrich VI. († nach 1486) ⚭ Luitgard, Tochter Heinrich VIII. des Jüngeren, Hauptmann zu Bernau
              1. Katharina († nach 1544), Nonne zu Heiligenkreuz bei Saalburg

            2. Wilhelm II. († 1442), Domherr von Köln und Straßburg

          2. Sigismund († 1447)
          3. Otto XI. († nach 1460) ⚭ Agnes, Tochter Hermann III., Graf von Beichlingen
            1. Friedrich VII. († vor 1460)

          4. Elisabeth († nach 1449) ⚭ Graf Heinrich XXII. von Schwarzburg-Leutenberg (1375–1434)
          5. Helene, Äbtissin im Kloster Hof 1435–1465
          6. Anna, Nonne zu Ilm, dann zu Hof

        2. Hermann IX., Würzburger Domherr

      2. Jutta oder Anna († 1358), Äbtissin von Ilmenau
      3. Elisabeth ⚭ Albrecht, Burggraf von Kirchberg
      4. Friedrich IV. († vor 1374) ⚭ Ermgard († nach 1396), Tochter Heinrichs XIV. († 1375), Gräfin von Schwarzburg zu Sondershausen
        1. Katharina († nach 1411) ⚭ 1. Conrad († vor 1410), Herr zu Tannenrode und Straußfurt, 2. Ludwig († um 1419), Herr zu Blankenhain
        2. Friedrich V. († 1400) ⚭ Katharina, Gräfin von Gleichen
          1. Heinrich VI. († nach 1411)

  4. Elisabeth die Jüngere († 1318), Nonne zu Weissenfels
  5. Albert IV. der Jüngere († 1283)
  6. Otto II.

## Brandenburg
1. Otto I. von Brandenburg (1128–1184), Albrechts Nachfolger als Markgraf von Brandenburg.
  1. Otto II. (* nach 1147; † 4. Juli 1205), wurde sein Nachfolger als Markgraf von Brandenburg 1184–1205.
  2. Heinrich, Graf von Gardelegen
  3. Albrecht II. (* vor 1177; † 25. Februar 1220) wurde Markgraf von Brandenburg nach dem Tod des Bruders Otto II. 1205–1220.
    1. Johann I. (* ca. 1213; † 4. April 1266)
      1. Johann II. (1237 (?)–1281), Mitregent als Markgraf von Brandenburg ⚭ Hedwig von Werle (1243–1287)
        1. Konrad II. (Brandenburg) (1261–1308)
        2. Johann (1263–1292), Bischof von Havelberg.

      2. Otto IV. „mit dem Pfeil“ (ca. 1238–1308), Markgraf von Brandenburg
      3. Erich (ca. 1242–1295), Erzbischof von Magdeburg 1283–1295
      4. Konrad I. (ca. 1240–1304), Mitregent als Markgraf von Brandenburg, Vater des letzten großen märkischen Askaniers, Markgraf Waldemar
        1. Johann IV. (* um 1261; † 1305)
        2. Otto VII. († 1308), Tempelritter
        3. Waldemar (* um 1280; † 14. August 1319 in Bärwalde) Agnes von Brandenburg
        4. Agnes († 1329) ⚭ 1300 mit Albrecht I. Graf von Anhalt-Zerbst († 1316)

      5. Helene (1241/42–1304), seit 1258 verheiratet mit Markgraf Dietrich von Landsberg, (1242–1285)
      6. Agnes (nach 1255–1304), seit 1273 verheiratet mit König Erich V. Glipping von Dänemark (1249–1286), seit 1293 verheiratet mit Gerhard II. (1254–1312), zwischen 1290 und 1312 Graf von Holstein-Plön
      7. Heinrich I. „ohne Land“ (1256–1318), Markgraf von Landsberg ,⚭ Agnes von Bayern (? – 1345), Tochter von Herzog Ludwig II.
        1. Heinrich II. von Brandenburg (* um 1308; † Juli 1320 in Bärwalde),
        2. Sophia (1300–1356) ⚭ Magnus I. von Braunschweig
        3. Judith ⚭ 1318 Heinrich II. von Braunschweig-Grubenhagen
        4. Margaretha ( 1301? – 1347) Äbtissin im Weißenfelser Kloster St. Claren (siehe Weißenfelser Klosterchronik)

      8. Mechthild (?–vor 1309), verheiratet mit Herzog Bogislaw IV. von Pommern, (1258–1309)
      9. Albrecht (ca. 1258–1290)
      10. Hermann (?–1291), seit 1290 Bischof von Havelberg

    2. Otto III. der Fromme (* 1215; † 9. Oktober 1267)
      1. Johann III., „der Prager“ (1244–1268)
      2. Otto V. der Lange (ca. 1246–1298) Der hier nummernmäßig „fehlende“ Otto war Otto IV. („mit dem Pfeil“) aus der johanneischen Linie, ⚭ Judith von Henneberg-Coburg
        1. Mathilde (ca. 1270–1298), ⚭ Heinrich IV. von Polen (* um 1256; † 23. Juni 1290)
        2. Hermann (* ca. 1275; † 1. Februar 1308), his successor Anna von Habsburg (1280–1327), Tochter des Albrecht I. (1255–1308)
          1. Judith (Jutta) von Brandenburg-Salzwedel (~1301–1353), Erbin von Coburg, verheiratet mit Graf Heinrich VIII. von Henneberg († 1347)
          2. Johann V. von Brandenburg (1302–1317)
          3. Mathilde († 1323), Erbin der Niederlausitz, heiratete Herzog Heinrich IV. von Schlesien-Glogau († 1342)
          4. Agnes (~1298–1334), Erbin der Altmark, heiratete Waldemar, Markgraf von Brandenburg (1281–1319). 1319 vermählte sie sich in zweiter Ehe mit Herzog Otto von Braunschweig-Lüneburg (1290–1344).

        3. Otto (†. 1307)
        4. Kunigunde (†. 1317), ledig
        5. Beatrix (†. ca. 1316), ⚭ Bolko I. (Schweidnitz) (* um 1253; † 9. November 1301)
        6. Judith ( †. 9. Mai 1328), ⚭ Rudolf I. (Sachsen-Wittenberg) (* um 1284; † 12. März 1356)
        7. Albrecht (um. 1283–ca. 1296)

      3. Albrecht III. (ca. 1250–1300)
        1. Otto (vor 1276–1299)
        2. Johann († 1299)
        3. Beatrix von Brandenburg († 22. September 1314) ⚭ Heinrich II., Herr zu Mecklenburg (1266; † 21. Januar 1329 in Sternberg)
        4. Margarete von Brandenburg († 1315, ohne Nachkommen) ⚭(I) Przemysław II., König von Polen und (* 14. Oktober 1257 in Posen, † 8. Februar 1296 in Rogoźno, Polen) ⚭(II) Albrecht III., mitregierender Markgraf von Sachsen-Lauenburg

      4. Otto VI., „der Kleine“ (ca. 1255–1303)
      5. Kunigunde (?–um 1292) ⚭(I) 1264–1269 Herzog Bela von Slawonien ⚭(II) 1273 Herzog Walram V. von Limburg, (?–1280)
      6. Mathilde (?–1316) ⚭ 1266 Herzog Barnim I. von Pommern, (um 1218–1278)

    3. Mathilde von Brandenburg (* ?; † 10. Juni 1261), ⚭ 1228 Welfenherzog Otto I. von Lüneburg (* 1204; † 1252), auch Otto das Kind genannt
    4. Elisabeth (* 1207; † 19. November 1231),⚭ 1228 Landgraf Heinrich Raspe von Thüringen (* 1201; † 1247)

## Anhalt
1. Heinrich I. (Anhalt) (um 1170–1252) ⚭ Irmgard von Thüringen (1196–1244), Tochter von Landgraf Hermann I. (Thüringen) (um 1155–1217)
  1. Heinrich II. (Anhalt) (1215–1266), gen. der Fette ⚭ Mathilde von Braunschweig-Lüneburg († 1295/96), Tochter von Herzog Otto I. (Braunschweig) (1204–1252), gen. das Kind – Anhalt-Aschersleben
    1. Otto I. (Anhalt) († 1304) ⚭ Hedwig von Schlesien († vor 1300), Tochter von Herzog Heinrich III. (Schlesien) († 1266)
      1. Otto II. (Anhalt) (um 1260–1315/16) ⚭ Elisabeth von Meißen (1264–1332), Tochter von Markgraf Albrecht II. (Meißen) (1240–1314)
→ ausgestorbene Linie

    2. Heinrich III. (Anhalt) († 1307), Erzbischof von Magdeburg
    3. Mechthild ⚭ Graf Werner I. von Hadmersleben-Friedeburg († um 1314)

  2. Bernhard I. (Anhalt-Bernburg) († 1286/87) ⚭ Sophie von Dänemark (1240–nach 1284), Tochter von König Abel (Dänemark) (1218–1252) (Haus Estridsson) – Anhalt-Bernburg
    1. Johann I. (Anhalt) († 1291)
    2. Bernhard II. (Anhalt-Bernburg) (um 1260–nach 1323) ⚭ Helene von Rügen (um 1270–1315)
      1. Bernhard III. (Anhalt) (um 1300–1348)
        1. Bernhard IV. (Anhalt) († 1354) ⚭ Beatrix von Meißen († 1399)
        2. Heinrich IV. (Anhalt) († 1374/75)
          1. Bernhard V. (Anhalt) ⚭ Elisabeth von Hohnstein († 1426)
          2. Rudolf II. von Anhalt († 1406), Bischof von Halberstadt

        3. Katharina (um 1330–1390) ⚭ Herzog Magnus II. (Braunschweig-Lüneburg) (1324–1373)
        4. Sophie († 1362) ⚭ Herzog Wilhelm II. (Braunschweig-Lüneburg) (um 1300–1369)
        5. Otto III. (Anhalt) († 1404)
          1. Bernhard VI. (Anhalt) († 1468); ⚭ 1432 Hedwig († 1497), Tochter des Saganer Herzogs Johann II.
          2. Otto IV. (Anhalt) († nach 1416)
          3. Mechthild († vor 1432) ⚭ Georg I. (Anhalt-Zerbst) (um 1390–1474)

  3. Siegfried I. (Anhalt) (um 1230–1298) ⚭ Katharina von Schweden – Anhalt-Köthen
    1. Albrecht I. (Anhalt) († 1316)
      1. Albrecht II. (Anhalt-Zerbst-Köthen) († 1362) ⚭ 1337  Beatrix († nach 1344), Tochter von Rudolf I. von Sachsen-Wittenberg (1284–1356)
        1. Johann II. (Anhalt) ⚭ Elisabeth von Henneberg-Schleusingen († 1420)
          1. Sigismund I. (Anhalt) († 1405) ⚭ Jutta von Querfurt († nach 1411)
            1. Georg I. (Anhalt-Zerbst) (um 1390–1474)
              1. Waldemar VI. (Anhalt-Köthen) (1450–1508) ⚭ Margarethe von Schwarzburg-Blankenburg (1464–1539), Tochter von Günther XXXVI. von Schwarzburg-Blankenburg (1439–1503)
                1. Wolfgang (Anhalt-Köthen) (1492–1566)
                2. Margarethe (1494–1521) ⚭ Kurfürst Johann der Beständige (1468–1532), gen. der Beständige

              2. Ernst (Anhalt) (1454–1516) ⚭ Margarethe von Münsterberg (1473–1530), Tochter von Fürst Heinrich der Ältere von Münsterberg (1448–1498)
                1. Johann IV. (Anhalt-Zerbst) (1504–1550/51) ⚭ Margareta von Brandenburg (1511–1577), Tochter von Kurfürst Joachim I. (Brandenburg) (1484–1535), gen. Nestor
                  1. Karl (Anhalt-Zerbst) (1534–1561) ⚭ Anna von Pommern-Stettin (1531–1592), Tochter von Herzog Barnim IX. (1501–1573)
                  2. Joachim Ernst (Anhalt) (1536–1586)
                  3. Marie (1538–1563) ⚭ Albrecht X. von Barby und Mühlingen (1534–vor 1586)
                  4. Bernhard VII. (Anhalt) (1540–1570) ⚭ Klara von Braunschweig-Lüneburg (1550–1598), Tochter von Herzog Franz (Braunschweig-Lüneburg) (1508–1549)
                  5. Margarete (1541–1547)
                  6. Elisabeth von Anhalt (1545–1574) ⚭ Graf Wolfgang II. von Barby (1531–1615)

                2. Georg III. (Anhalt-Plötzkau) (1507–1553)
                3. Joachim (Anhalt) (1509–1561)

              3. Georg II. (Anhalt) (1454–1509) ⚭ Agnes von Pommern-Wolgast († 1512), Tochter von Herzog Barnim VIII. († 1451)

          2. Albrecht IV. (Anhalt) († 1423)

        2. Albrecht III. (Anhalt) († 1359)
        3. Rudolf II. von Anhalt († 1365), Bischof von Schwerin

      2. Waldemar I. (Anhalt) († nach 1368)
        1. Waldemar II. (Anhalt) († 1371)

      3. Mechthild ⚭ Bernhard III. (Anhalt) (um 1300–1348), Sohn von Bernhard II. (Anhalt-Bernburg) (um 1260–nach 1323)

  4. Jutta von Anhalt († nach 1277) ⚭ Nikolaus I. (Werle) (um 1210–1277)
  5. Hedwig von Anhalt († 1259) ⚭ Herzog Boleslaw II. (Schlesien) (um 1217–1278)

### Linie Graf Joachim Ernsts
1. Joachim Ernst (Anhalt) (1536–1586) ⚭1. Agnes (1540–1569), Tochter des Wolfgang von Barby ⚭2. Eleonore (1552–1618), Tochter des Herzogs Christoph von Württemberg (1515–1568)
  1. Anna Maria von Anhalt (1561–1605), Äbtissin in Gernrode ⚭ Herzog Joachim Friedrich von Brieg (1550–1602)
  2. Agnes (1562–1564)
  3. Elisabeth von Anhalt-Zerbst (1563–1607) ⚭ Kurfürst Johann Georg (Brandenburg) (1525–1598)
  4. Sibylla von Anhalt (1564–1614) ⚭ Friedrich I. (Württemberg) (1557–1608)
  5. Johann Georg I. (Anhalt-Dessau) (1567–1618) – Anhalt-Dessau
  6. Christian I. (Anhalt-Bernburg) (1568–1630) ⚭ Anna von Bentheim-Tecklenburg (1579–1624), Tochter von Graf Arnold II. (IV.) von Bentheim-Tecklenburg (1554–1606) – Anhalt-Bernburg
  7. Bernhard (1571–1596)
  8. Agnes Hedwig von Anhalt (1573–1616) ⚭ Herzog Johann den Jüngeren von Schleswig-Holstein-Sonderburg (1545–1622)
  9. Dorothea Maria von Anhalt (1574–1617) ⚭ Herzog Johann (Sachsen-Weimar) (1570–1605)
  10. August (Anhalt-Plötzkau) (1575–1653) – Anhalt-Plötzkau
  11. Rudolf (Anhalt-Zerbst) (1576–1621) – Anhalt-Zerbst
  12. Johann Ernst (1578–1601)
  13. Ludwig I. (Anhalt-Köthen) (1579–1650) – Anhalt-Köthen
    1. Ludwig der Jüngere von Anhalt-Köthen (1607–1624)
    2. Luise Amoena (1609–1625)
    3. Amalie Luise (1634–1635)
    4. Wilhelm Ludwig (Anhalt-Köthen) (1638–1665) ⚭ Elisabeth Charlotte von Anhalt-Harzgerode (1647–1723), Tochter von Fürst Friedrich von Anhalt-Harzgerode (1613–1670)

  14. Sabine (1580–1599)
  15. Joachim Christoph (1582–1583)
  16. Anna Sophia von Anhalt-Köthen (1584–1652) ⚭ Graf Karl Günther (Schwarzburg-Rudolstadt) (1576–1630)

### Linie Graf Johann Georgs I. (Anhalt-Dessau)
1. Johann Georg I. (Anhalt-Dessau) (1567–1618) ⚭ 1. Dorothea von Mansfeld-Arnstein (1561–1594)⚭ 2. Dorothea von Simmern (1581–1631) Tochter des Johann Kasimir von Simmern (1543–1592) – Anhalt-Dessau
  1. Sophie Elisabeth von Anhalt-Dessau (1589–1622) ⚭ Herzog Georg Rudolf (Liegnitz) (1595–1653)
  2. Agnes Magdalene von Anhalt-Dessau (1590–1626) ⚭ Erbprinz Otto von Hessen-Kassel (1594–1617)
  3. Anne Marie (1591–1637)
  4. Joachim Ernst von Anhalt-Dessau (1592–1615)
  5. Christian (1594)
  6. Johann Kasimir von Anhalt-Dessau (1596–1660) ⚭ Agnes von Hessen-Kassel (1606–1650), Tochter von Landgraf Moritz (Hessen-Kassel) (1572–1632)
    1. Moritz (1624–1624)
    2. Dorothea (1625–1626)
    3. Juliane (1626–1652)
    4. Johann Georg II. (Anhalt-Dessau) (1627–1693) ⚭ Henriette Catharina von Nassau-Oranien (1637–1708), Tochter von Friedrich Heinrich (Oranien) (1584–1647)
      1. Amalie Ludovika (1660)
      2. Henriette Amalie (1662)
      3. Friedrich Kasimir (1663–1665)
      4. Elisabeth Albertine von Anhalt-Dessau (1665–1706) ⚭ Herzog Heinrich (Sachsen-Weißenfels-Barby) (1657–1728)
      5. Henriette Amalie von Anhalt-Dessau (1666–1726) ⚭ Fürst Heinrich Casimir II. (Nassau-Dietz) (1657–1696)
      6. Luise Sofie (1667–1678)
      7. Marie Eleonore von Anhalt-Dessau (1671–1756) ⚭ Prinz Jerzy Radziwiłł (1668–1689)
      8. Henriette Agnes (1674–1729)
      9. Leopold I. (Anhalt-Dessau) (1676–1747), gen. der alte Dessauer ⚭ Anna Luise Föhse (1677–1745), Tochter von Rudolf Föhse (1646–1693)
        1. Wilhelm Gustav von Anhalt-Dessau (1699–1737) ⚭ Johanna Sophie Herre (1706–1796) – Graf von Anhalt
          1. Wilhelm von Anhalt (1727–1760), gefallen
          2. Leopold Ludwig von Anhalt (1729–1795), General
          3. Gustav (1730–1757)
          4. Johanna Sophie von Anhalt (1731–1786)
          5. Friedrich von Anhalt (1732–1794)
          6. Albrecht von Anhalt (1735–1802), Generalmajor ⚭ Sophie Luise Henriette von Wedel (1750–1773), Tochter von Christian Heinrich von Wedel (1724–??)
            1. Friederike Fernandine Wilhelmine (1765–1767)
            2. Friedrich Heinrich Leopold Albrecht (1766–nach 1810)
            3. Luise (1767–1842) ⚭ Franz von Waldersee (1763–1823), Schriftsteller
            4. Friedrich Heinrich Wilhelm (1769–1792)
            5. August Gustav (1772–1823)

          7. Heinrich (1736–1758)
          8. Leopoldine Anne (1738–1808) ⚭ Georg Dietrich von Pfuhl (1723–1782)

        2. Leopold II. Maximilian (Anhalt-Dessau) (1700–1751), Generalfeldmarschall ⚭ Gisela Agnes von Anhalt-Köthen (1722–1751), Tochter von Leopold (Anhalt-Köthen) (1694–1728)
          1. Leopold III. Friedrich Franz (Anhalt-Dessau) (1740–1817), Herzog von Anhalt-Dessau ⚭ Luise von Brandenburg-Schwedt (1750–1811), Tochter von Friedrich Heinrich (Brandenburg-Schwedt) (1709–1788)
          2. Luise (1742–1743)
          3. Henriette Katharina Agnes von Anhalt-Dessau (1744–1799) ⚭ Freiherr Johann Jost von Loën (1737–1803), Sohn von Johann Michael von Loën (1694–1776)
          4. Maria Leopoldine von Anhalt-Dessau (1746–1769) ⚭ Fürst Simon August (Lippe) (1727–1782)
          5. Johann Georg von Anhalt-Dessau (1748–1811)
          6. Kasimire von Anhalt-Dessau (1749–1778) ⚭ Fürst Simon August (Lippe) (1727–1782)
          7. Albert Friedrich von Anhalt-Dessau (1750–1811) ⚭ Henriette zur Lippe-Weißenfeld (1753–1795), Tochter von Graf Ferdinand zur Lippe-Weißenfeld (1709–1781)

        3. Dietrich von Anhalt-Dessau (1702–1769), Generalfeldmarschall
        4. Friedrich Heinrich Eugen von Anhalt-Dessau (1705–1781)
        5. Henriette Marie Luise von Anhalt-Dessau (1707–1707)
        6. Luise von Anhalt-Dessau (1709–1732) ⚭ Viktor II. Friedrich (Anhalt-Bernburg) (1700–1765)
        7. Moritz von Anhalt-Dessau (1712–1760), Generalfeldmarschall
        8. Anna Wilhelmine von Anhalt-Dessau (1715–1780)
        9. Leopoldine Marie von Anhalt-Dessau (1716–1782) ⚭ Friedrich Heinrich (Brandenburg-Schwedt) (1709–1788)
        10. Henriette Amalie von Anhalt-Dessau (1720–1793)

      10. Johanna Charlotte von Anhalt-Dessau (1682–1750) ⚭ Markgraf Philipp Wilhelm (Brandenburg-Schwedt) (1669–1711)

    5. Luise von Anhalt-Dessau (1631–1680) ⚭ Herzog Christian (Liegnitz-Brieg) (1618–1672)
    6. Agnes (1644–1644)

  7. Anna Elisabeth von Anhalt-Dessau (1598–1660) ⚭ Graf Wilhelm Heinrich von Bentheim-Steinfurt (1584–1632)
  8. Friedrich Moritz (1600–1610)
  9. Eleonore Dorothea von Anhalt-Dessau (1602–1664) ⚭ Herzog Wilhelm (Sachsen-Weimar) (1598–1662)
  10. Sibylle Christine von Anhalt-Dessau (1603–1686)
  11. Heinrich Waldemar (1604–1606)
  12. Georg Aribert von Anhalt-Dessau (1606–1643) ⚭ Johanna Elisabeth von Krosigk, Tochter von Christoph von Krosigk (1576–1638)
    1. Christoph Aribert

  13. Kunigunde Juliane von Anhalt-Dessau (1607/08–1683) ⚭ Landgraf Hermann IV. (Hessen-Rotenburg) (1607–1658)
  14. Susanna Margarethe von Anhalt-Dessau (1610–1663) ⚭ 1651 Graf Johann Philipp von Hanau-Lichtenberg (1626–1669)
  15. Johanna Dorothea (1612–1695) ⚭ Graf Moritz von Bentheim-Tecklenburg
  16. Eva Katharine (1613–1679)

### Linie Fürst Leopolds III. (Anhalt-Dessau, später Anhalt)
1. Leopold III. Friedrich Franz (Anhalt-Dessau) (1740–1817), Fürst von Anhalt-Dessau ⚭ Luise von Brandenburg-Schwedt (1750–1811), Tochter von Markgraf Friedrich Heinrich (Brandenburg-Schwedt) (1709–1788); seit 1806 Herzog von Anhalt
  1. Friedrich von Anhalt-Dessau (1769–1814) ⚭ Amalie von Hessen-Homburg (1774–1846), Tochter von Landgraf Friedrich V. (Hessen-Homburg) (1748–1820)
    1. Auguste von Anhalt-Dessau (1793–1854) ⚭ Fürst Friedrich Günther (Schwarzburg-Rudolstadt) (1793–1867)
    2. Leopold IV. Friedrich (Anhalt-Dessau) (1794–1871) ⚭ Friederike von Preußen (1796–1850), Tochter von Prinz Louis von Preußen (1773–1796)
      1. Auguste (1819–1828)
      2. Agnes von Anhalt-Dessau (1824–1897) ⚭ Ernst I. (Sachsen-Altenburg) (1826–1908)
      3. Friedrich I. (Anhalt) (1831–1904) ⚭ Antoinette von Sachsen-Altenburg (1838–1908), Tochter von Prinz Eduard von Sachsen-Altenburg (1804–1852)
        1. Leopold von Anhalt (1855–1886) ⚭ Elisabeth Charlotte Alexandra von Hessen-Kassel (1861–1955), Tochter von Friedrich Wilhelm von Hessen-Rumpenheim (1820–1884)
          1. Antoinette (1885–1963) ⚭ Prinz Friedrich zu Schaumburg-Lippe (1868–1945)

        2. Friedrich II. (Anhalt) (1856–1918) ⚭ Marie von Baden (1865–1939), Tochter von Ludwig Wilhelm August von Baden (1829–1897)
        3. Elisabeth von Anhalt-Dessau (1857–1933) ⚭ Großherzog Adolf Friedrich V. (Mecklenburg) (1848–1914)
        4. Eduard (Anhalt) (1861–1918) ⚭ Luise von Sachsen-Altenburg (1873–1953), Tochter von Moritz von Sachsen-Altenburg (1829–1907)
          1. Friederike Margarete (1896)
          2. Leopold Friedrich Moritz Ernst Constantin Aribert Eduard (1897–1898)
          3. Marie Auguste von Anhalt (1898–1983) ⚭ (I) Joachim von Preußen (1890–1920); ⚭ (II) Johannes Michael Freiherr von Loën (* 1902–?)
          4. Joachim Ernst von Anhalt (1901–1947) ⚭ Editha von Stephani (adoptiert, geb. Editha Marwitz) (1905–1986)
            1. Marie Antoinette (1930–1993) ⚭ (I) 1957 Karl-Heinz Guttmann, geschieden; ⚭ (II) 1974 Max Riederer (* 1917), geschieden 1976
            2. Anna-Luise (1933–2003) ⚭ 1966 Thomas Beverly Birch (* 1927), geschieden 1970
              1. James Prinz von Anhalt (* 1967) ⚭ 2006 Dagmar Ruffershöfer

            3. Friedrich Prinz von Anhalt (1938–1963)
            4. Edda (* 1940) ⚭ Albert Darboven (* 1936)
            5. Eduard Prinz von Anhalt (* 1941) ⚭ Corinna Krönlein (* 1961), geschieden 2015
              1. Julia Katharina (* 1980)
              2. Eilika Nicole (* 1985)
              3. Felicitas Leopoldine (* 1993)

          5. Eugen von Anhalt (1903–1980)
            1. Anastasia (* 1940) ⚭ Maria Emanuel Markgraf von Meißen (1926–2012)

          6. Wolfgang (1912–1936)

        5. Aribert von Anhalt (1864–1933) ⚭ Marie Louise von Schleswig-Holstein (1872–1956), Tochter von Christian von Schleswig-Holstein-Sonderburg-Augustenburg (1831–1917)
        6. Alexandra (1868–1958) ⚭ Prinz Sizzo von Schwarzburg (1860–1926)

      4. Maria Anna von Anhalt-Dessau (1837–1906) ⚭ Friedrich Karl Nikolaus von Preußen (1828–1885)

    3. Georg von Anhalt-Dessau (1796–1865)
    4. Paul (1797)
    5. Luise von Anhalt-Dessau (1798–1858) ⚭ Gustav (Hessen-Homburg) (1781–1848), General der Kavallerie
    6. Friedrich August von Anhalt-Dessau (1799–1864) ⚭ Marie Luise Charlotte von Hessen (1814–1895), Tochter des Landgrafen Wilhelm von Hessen-Kassel-Rumpenheim (1787–1867)
      1. Adelheid Marie von Anhalt-Dessau (1833–1916) ⚭ Großherzog Adolph (Luxemburg) (1817–1905)
      2. Bathildis (1837–1902) ⚭ Prinz Wilhelm zu Schaumburg-Lippe (1834–1906), Sohn von Georg Wilhelm (Schaumburg-Lippe) (1784–1860)
      3. Hilda (1839–1926)

    7. Wilhelm von Anhalt-Dessau (1807–1864)

### Linie Fürst Christians I. (Anhalt-Bernburg)
1. Christian I. (Anhalt-Bernburg) (1568–1630) ⚭ Anna von Bentheim-Tecklenburg (1579–1624), Tochter von Graf Arnold II. (IV.) von Bentheim-Tecklenburg (1554–1606) – Anhalt-Bernburg
  1. Friedrich Christian (1596)
  2. Amalie Juliane (1597–1605)
  3. Christian II. (Anhalt-Bernburg) (1599–1656) ⚭ Eleonore Sophie von Schleswig-Holstein-Sonderburg (1603–1675), Tochter von Johann (Schleswig-Holstein-Sonderburg) (1545–1622)
    1. Beringer (1626–1627)
    2. Sofie (1627)
    3. Joachim Ernst (1629)
    4. Christian (1631)
    5. Erdmann Gideon (1632–1649)
    6. Bodislaw (1633–1634)
    7. Viktor I. Amadeus (Anhalt-Bernburg) (1634–1718) ⚭ Elisabeth von Pfalz-Zweibrücken (1642–1677), Tochter von Pfalzgraf Friedrich (Pfalz-Zweibrücken-Veldenz) (1616–1661)
      1. Karl Friedrich (Anhalt-Bernburg) (1668–1721) ⚭ (I) Sophie Albertina zu Solms-Sonnenwalde (1672–1708), Tochter von Georg Friedrich Graf zu Solms-Sonnenwalde; ⚭ (II) Wilhelmine Charlotte Nüssler (1683–1740), Tochter des Kanzleirates Gottlieb Christian in Harzgerode
        1. Elisabeth Albertine von Anhalt-Bernburg (1693–1774) ⚭ Fürst Günther XLIII. (Schwarzburg-Sondershausen) (1678–1740)
        2. Friedrich Wilhelm (1694)
        3. Charlotte (1696–1762) ⚭ Prinz August I. von Schwarzburg-Sondershausen (1691–1750)
        4. Auguste Wilhelmine (1697–1767)
        5. Viktor II. Friedrich (Anhalt-Bernburg) (1700–1765) ⚭ (I) Luise von Anhalt-Dessau (1709–1732), Tochter des Fürsten Leopold I. (Anhalt-Dessau) (1676–1747); ⚭ (II) Albertine von Brandenburg-Schwedt (1712–1750), Tochter des Markgrafen Albrecht Friedrich von Brandenburg-Schwedt (1672–1731); ⚭ (III) Constanze Schmidt
          1. Sophie (1732–1786) ⚭ Friedrich von Solms-Baruth (1725–1787)
          2. Friedrich Albrecht (Anhalt-Bernburg) (1735–1796) ⚭ Luise von Schleswig-Holstein-Plön (1748–1769), Tochter von Herzog Friedrich Karl (Schleswig-Holstein-Sonderburg-Plön) (1706–1761)
            1. Alexius Friedrich Christian (Anhalt-Bernburg) (1767–1834) ⚭ Marie Friederike von Hessen-Kassel (1768–1839), Tochter von Kurfürst Wilhelm I. (Hessen-Kassel) (1743–1821)
              1. Katharina (1796)
              2. Luise von Anhalt-Bernburg (1799–1882) ⚭ Prinz Friedrich Wilhelm Ludwig von Preußen (1794–1863)
              3. Friedrich (1801)
              4. Alexander Carl (Anhalt-Bernburg) (1805–1863) ⚭ Friederike von Schleswig-Holstein-Sonderburg-Glücksburg (1811–1902), Tochter von Wilhelm von Schleswig-Holstein-Sonderburg-Glücksburg (1785–1831)
→ ausgestorbene Linie

            2. Pauline von Anhalt-Bernburg (1769–1820) ⚭ Leopold I. (Lippe) (1767–1802)

          3. Charlotte (1737–1777) ⚭ Fürst Christian Günther III. (Schwarzburg-Sondershausen) (1736–1794)
          4. Marie (1739)
          5. Friederike Auguste Sophie von Anhalt-Bernburg (1744–1827) ⚭ Friedrich August (Anhalt-Zerbst) (1734–1793)
          6. Christine (1746–1823) ⚭ August von Schwarzburg-Sondershausen (1738–1806), Sohn von Prinz August I. von Schwarzburg-Sondershausen (1691–1750)
          7. Friederike Wilhelmine von Baer (1752–1820) ⚭ 1768 Graf Otto Heinrich zu Solms-Sonnenwalde (1740–1814)

        6. Friederike Henriette von Anhalt-Bernburg (1702–1723) ⚭ Fürst Leopold (Anhalt-Köthen) (1694–1728)

      2. Lebrecht (Anhalt-Bernburg-Schaumburg-Hoym) (1669–1727) ⚭ (I) Charlotte von Nassau-Schaumburg (1673–1700), Tochter von Adolf (Nassau-Schaumburg) (1629–1676); ⚭ (II) Eberardina van Weede (1685–1724); ⚭ (III) Sophie von Ingersleben (1690–1726) – Hoym
        1. Viktor I. Amadeus Adolf (Anhalt-Bernburg-Schaumburg-Hoym) (1693–1772) ⚭ (I) Charlotte Luise von Isenburg-Birstein (1680–1739), Tochter des Grafen Wilhelm Moritz zu Isenburg und Büdingen in Birstein; ⚭ (II) Hedwig Sophie Henckel von Donnersmarck (1717–1795)
          1. Viktoria Charlotte von Anhalt-Bernburg-Schaumburg-Hoym (1715–1792) ⚭ Markgraf Friedrich Christian (Brandenburg-Bayreuth) (1708–1769)
          2. Luise (1717–1721)
          3. Lebrecht (1718–1721)
          4. Christian (1720–1758)
          5. Karl Ludwig (Anhalt-Bernburg-Schaumburg-Hoym) (1723–1806) ⚭ Benjamine Gertrud Keiser (1729–1787), Ehe 1757 annulliert; ⚭ Eleonore zu Solms-Braunfels (1734–1811), Tochter von Fürst Friedrich Wilhelm (Solms-Braunfels) (1696–1761)
            1. Viktoria Hedwig Karoline (1749–1841) ⚭ 1776 Marquis Thomas de Mahy de Favras (1744–1790)
            2. Viktor II. Karl Friedrich (Anhalt-Bernburg-Schaumburg-Hoym) (1767–1812) ⚭ Amalie von Nassau-Weilburg (1776–1841), Tochter von Fürst Karl Christian (Nassau-Weilburg) (1735–1788)
              1. Hermine von Anhalt-Bernburg-Schaumburg-Hoym (1797–1817) ⚭ Erzherzog Joseph Anton Johann von Österreich (1776–1847), Palatin von Ungarn
              2. Adelheid von Anhalt-Bernburg-Schaumburg-Hoym (1800–1820) ⚭ Großherzog August I. (Oldenburg) (1783–1853)
              3. Emma von Anhalt-Bernburg-Schaumburg-Hoym (1802–1858) ⚭ Fürst Georg II. (Waldeck-Pyrmont) (1789–1845)
              4. Ida von Anhalt-Bernburg-Schaumburg-Hoym (1804–1828) ⚭ Großherzog August I. (Oldenburg) (1783–1853)
              5. Friedrich Gustav von Anhalt-Bernburg-Schaumburg-Hoym (1813–1875) ⚭ Caroline Schulze (1815–1867)
→ ausgestorbene Linie

            3. Wilhelm von Anhalt-Bernburg (1771–1799)
            4. Alexius (1772–1776)
            5. Sofie (1773–1774)
            6. Karoline (1775–1782)

          6. Franz Adolf von Anhalt-Bernburg-Schaumburg-Hoym (1724–1784), preuß. General ⚭ Josefa von Hasslingen (1741–1785), Tochter von Graf Johann Wolfgang von Hasslingen
            1. Viktor (1764–1767)
            2. Charlotte (1766–1776)
            3. Franz (1769–1807) ⚭ Karoline von Westarp (1773–1818); → Nachfahren siehe Stammliste der Grafen von Westarp
            4. Viktoria (1772–1817)
            5. Karl Albrecht (1773–1776)
            6. Leopold Ludwig (1775–1776)
            7. Marie Henriette (1779–1780)

          7. Friedrich (Anhalt-Bernburg-Schaumburg-Hoym) (1741–1812)
          8. Sofie Charlotte (1743–1781) ⚭ Fürst Wolfgang Ernst II. zu Isenburg und Büdingen (1735–1803)
          9. Viktor Amadeus von Anhalt-Bernburg-Schaumburg-Hoym, russ. General ⚭ Magdalene von Solms-Braunfels (1742–1819), Tochter von Fürst Friedrich Wilhelm (Solms-Braunfels) (1696–1761)
            1. Victor Amadeus (1779–1783)

          10. Karl (1745)
          11. Hedwig (1747–1760)
          12. Georg (1751–1754)

        2. Friedrich Wilhelm (1695–1712)
        3. Elisabeth Charlotte (1696–1754)
        4. Christian (1698–1720)
        5. Viktoria Hedwig (1700–1701)
        6. Viktoria Sofie (1704)
        7. Charlotte Wilhelmine (1704–1766) ⚭ Landgraf Wilhelm (Hessen-Philippsthal-Barchfeld) (1692–1761)
        8. Johann Georg (1705–1707)
        9. Karl Joseph (1706–1737)
        10. Eberhardine Sofie (1710–1784) ⚭ Fürst Christian von Schwarzburg-Sondershausen (1700–1749)
        11. Viktor Lebrecht (1717–1737)

      3. Sofie Juliane (1672–1674)
      4. Johann Georg (1674–1691)
      5. Christian (1675)
      6. (Sohn) (1677)

    8. Eleonore Hedwig (1635–1685)
    9. Ernestine Auguste (1636–1659)
    10. Angelika (1639–1688)
    11. Anne Sofie (1640–1704) ⚭ Georg Friedrich von Solms-Sonnenwalde (1626–1688)
    12. Karl Ursinus (1642–1660)
    13. Ferdinand Christian (1643–1645)
    14. Marie (1645–1655)
    15. Anna Elisabeth von Anhalt-Bernburg (1647–1680) ⚭ Herzog Christian Ulrich I. (Württemberg-Oels) (1652–1704)

  4. Eleonore Marie von Anhalt-Bernburg (1600–1657) ⚭ Herzog Johann Albrecht II. (Mecklenburg) (1590–1636)
  5. (Tochter) (1601)
  6. Sibylle Elisabeth (1602–1648)
  7. Anne Magdalene (1603–1611)
  8. Anne Sofie (1604–1640)
  9. Luise Amalie (1606–1635)
  10. Ernst von Anhalt-Bernburg (1608–1632)
  11. Amoena Juliane (1609–1628)
  12. Agnes Magdalene (1612–1629)
  13. Friedrich (Anhalt-Harzgerode) (1613–1670) ⚭ (I) Johanna Elisabeth von Nassau-Hadamar (1619–1647), Tochter von Johann Ludwig (Nassau-Hadamar) (1590–1653); ⚭ (II) Anna Katharina zur Lippe-Detmold (1612–1659), Tochter von Simon VII. (Lippe) (1587–1627)
    1. Wilhelm (Anhalt-Harzgerode) (1643–1709) ⚭ (I) Elisabeth Albertine zu Solms-Laubach (1631–1693), Tochter von Albert Otto II. zu Solms-Laubach; ⚭ (II) Sophie Auguste von Nassau-Dillenburg (1666–1733), Tochter von Fürst Heinrich (Nassau-Dillenburg) (1641–1701)
    2. Anna Ursula (1645–1647)
    3. Elisabeth Charlotte (1647–1723) ⚭ (I) Fürst Wilhelm Ludwig (Anhalt-Köthen) (1638–1665); ⚭ (II) August (Schleswig-Holstein-Sonderburg-Norburg-Plön) (1635–1699)

  14. Sophie Margarete von Anhalt-Bernburg (1615–1673) ⚭ Johann Kasimir von Anhalt-Dessau (1596–1660)
  15. Dorothea Mathilde (1617–1656)
  16. Friedrich Ludwig (1619–1621)

### Linie Fürst Augusts (Anhalt-Plötzkau, später Anhalt-Köthen)
1. August (Anhalt-Plötzkau) (1575–1653), Fürst von Anhalt-Plötzkau ⚭ Sibylle zu Solms-Laubach (1590–1659), Tochter von Graf Johann Georg zu Solms-Laubach – Anhalt-Plötzkau
  1. Johanna (1618–1676), Dechantin in Quedlinburg
  2. Ernst Gottlieb (Anhalt-Plötzkau) (1620–1654)
  3. Lebrecht (Anhalt-Köthen) (1622–1669) – erbt 1665 Anhalt-Köthen ⚭ Sophie Eleonore zu Stolberg-Wernigerode (1628–1675), Tochter von Heinrich Volrad von Stolberg-Wernigerode
  4. Dorothea (1623–1637)
  5. Ehrenpreis (1625–1626)
  6. Sophie (1627–1679)
  7. Elisabeth (1630–1692)
  8. Emanuel (Anhalt-Köthen) (1631–1670), Fürst von Anhalt-Köthen ⚭ Anna Eleonore von Stolberg-Wernigerode (1651–1690), Tochter von Graf Heinrich Ernst zu Stolberg (1593–1672)
    1. Emanuel Lebrecht (Anhalt-Köthen) (1671–1704) ⚭ Gisela Agnes von Rath (1669–1740), Tochter von Balthasar Wilhelm von Rath
      1. August Lebrecht (1693)
      2. Leopold (Anhalt-Köthen) (1694–1728) ⚭ (I) Friederike Henriette von Anhalt-Bernburg (1702–1723), Tochter von Fürst Karl Friedrich (Anhalt-Bernburg) (1668–1721); ⚭ (II) Charlotte Friederike von Nassau-Siegen (1702–1785), Tochter von Fürst Friedrich Wilhelm I. Adolf (Nassau-Siegen) (1680–1722)
        1. Gisela Agnes von Anhalt-Köthen (1722–1751) ⚭ Generalfeldmarschall Leopold II. Maximilian (Anhalt-Dessau) (1700–1751)
        2. Emanuel Ludwig (1726–1728)
        3. Leopoldine Charlotte (1727–1728)

      3. Eleonore Wilhelmine von Anhalt-Köthen (1696–1726) ⚭ (I) 1714 Prinz Friedrich Erdmann von Sachsen-Merseburg (1691–1714); ⚭ (II) 1716 Herzog Ernst August I. (Sachsen-Weimar-Eisenach) (1688–1748)
      4. August Ludwig (Anhalt-Köthen) (1697–1755) ⚭ (I) Agnes Wilhelmine von Wuthenau (1700–1725); ⚭ (II) Emilie Gräfin von Promnitz (1708–1732), Tochter von Erdmann II. von Promnitz (1683–1745); ⚭ (III) Anna Gräfin von Promnitz (1711–1750), Tochter von Erdmann II. von Promnitz (1683–1745)
        1. Gisela Henriette (1722–1728)
        2. Agnes (1724–1766)
        3. Christiane Anne (1726–1790) ⚭ Heinrich Ernst zu Stolberg-Wernigerode (1716–1778)
        4. Friedrich (1727–1729)
        5. Wilhelmine (1728–1786) ⚭ Prinz Friedrich von Carolath-Beuthen (1716–1791), Sohn von Johann Karl von Carolath-Beuthen (1689–1763)
        6. Karl Georg Lebrecht (Anhalt-Köthen) (1730–1789), Generalfeldmarschall ⚭ Luise Charlotte von Schleswig-Holstein-Sonderburg-Glücksburg (1749–1812), Tochter von Friedrich, dänischer General der Infanterie
          1. Karoline (1767–1768)
          2. August Christian (Anhalt-Köthen) (1769–1812) ⚭ Karoline Friederike von Nassau-Usingen (1777–1821), Tochter von Fürst Friedrich August (Nassau-Usingen) (1738–1816)
          3. Karl (1771–1793)
          4. Luise (1772–1775)
          5. Ludwig von Anhalt-Köthen (1778–1802) ⚭ Luise von Hessen und bei Rhein (1779–1811), Tochter von Großherzog Ludwig I. (Hessen-Darmstadt) (1753–1830)
            1. Friedrich (1801)
            2. Ludwig (Anhalt-Köthen) (1802–1818)

          6. Friederike (1780–1781)

        7. Friedrich Erdmann (Anhalt-Köthen-Pleß) (1731–1797) ⚭ Luise Ferdinande von Stolberg-Wernigerode (1744–1784), Tochter von Heinrich Ernst zu Stolberg-Wernigerode (1716–1778)
          1. Ernst (1768–1808)
          2. Ferdinand (Anhalt-Köthen) (1769–1830) ⚭ (I) Luise von Schleswig-Holstein-Sonderburg-Beck (1783–1803), Tochter von Herzog Friedrich Karl Ludwig (Schleswig-Holstein-Sonderburg-Beck) (1757–1816); ⚭ (II) Julie von Brandenburg (1793–1848), Tochter König Friedrich Wilhelm II. (Preußen) (1744–1797) – Köthen
          3. Anna Emilie von Anhalt-Köthen-Pleß (1770–1830) ⚭ Graf Hans Heinrich VI. von Hochberg (1768–1833)
          4. Benedikt (1771–1773)
          5. Christiane (1774–1783)
          6. Georg (1776–1777)
          7. Heinrich (Anhalt-Köthen) (1778–1847) ⚭ Auguste Reuß zu Köstritz (1794–1855), Tochter des Fürsten Heinrich XLIV. Reuß zu Köstritz (1753–1832)
→ ausgestorbene Linie
          8. Friedrich (1780–1813)
          9. Ludwig (Anhalt-Köthen-Pleß) (1783–1841)

        8. Charlotte (1733–1770)
        9. Marie (1735–1783)

      5. Gisele Auguste (1698)
      6. Christine Charlotte (1702–1745)

### Linie Fürst Rudolfs (Anhalt-Zerbst)
1. Rudolf (Anhalt-Zerbst) (1576–1621) ⚭ (I) Dorothea Hedwig von Braunschweig-Wolfenbüttel (1587–1609), Tochter des Herzogs Heinrich Julius (Braunschweig-Wolfenbüttel) (1564–1613); ⚭ (II) Magdalene von Oldenburg (1585–1657), Tochter des Grafen Johann VII. (Oldenburg) (1540–1603) – Anhalt-Zerbst
  1. (Tochter) (1606)
  2. Dorothea von Anhalt-Zerbst (1607–1634) ⚭ Herzog August II. (Braunschweig-Wolfenbüttel) (1579–1666), gen. der Jüngere
  3. Eleonore von Anhalt-Zerbst (1608–1681) ⚭ Herzog Friedrich von Schleswig-Holstein-Sonderburg-Norburg (1581–1658)
  4. (Tochter) (1609)
  5. Elisabeth (1617–1639)
  6. Johann VI. (Anhalt-Zerbst) (1621–1667) ⚭ Sophie Auguste von Holstein-Gottorp (1630–1680), Tochter von Herzog Friedrich III. (Schleswig-Holstein-Gottorf) (1597–1659)
    1. Johann Friedrich (1650–1651)
    2. Georg (1651–1652)
    3. Karl Wilhelm (Anhalt-Zerbst) (1652–1718) ⚭ Sophia von Sachsen-Weißenfels (1654–1724), Tochter von Herzog August (Sachsen-Weißenfels) (1614–1680)
      1. Johann August (Anhalt-Zerbst) (1677–1742) ⚭ (I) Friederike von Sachsen-Gotha-Altenburg (1675–1709), Tochter des Herzogs Friedrich I. (Sachsen-Gotha-Altenburg) (1646–1691); ⚭ (II) Hedwig Friederike von Württemberg-Weiltingen (1691–1752), Tochter des Herzogs Friedrich Ferdinand von Württemberg-Weiltingen (1654–1705)
      2. Karl Friedrich (1678–1693)
      3. Magdalena Augusta von Anhalt-Zerbst (1679–1740) ⚭ Herzog Friedrich II. (Sachsen-Gotha-Altenburg) (1676–1732)

    4. Anton von Anhalt-Zerbst (1653–1714) ⚭ Augusta Marschall von Biberstein (1659–1736)
      1. Antoinette (1681–1754) ⚭ (I) Ernst Sigismund von Mergenthal († 1708); ⚭ (II) 1714 Burchard Vollrath von Erlach († 1716); ⚭ (III) 1720 Christian Albrecht von Platen († nach 1754)

    5. Johann Adolf von Anhalt-Zerbst (1654–1726)
    6. Johann Ludwig I. (Anhalt-Zerbst) (1656–1704) ⚭ Christina von Zeutsch (1666–1699)
      1. Johann Ludwig II. (Anhalt-Zerbst) (1688–1746)
      2. Johann August (1689–1709)
      3. Christian August (Anhalt-Zerbst) (1690–1747) ⚭ Johanna Elisabeth von Schleswig-Holstein-Gottorf (1712–1760), Tochter von Christian August von Schleswig-Holstein-Gottorf (1673–1726)
        1.  Katharina II. Kaiserin von Russland, Katharina die Große (russisch Екатерина Великая) (1729–1796), später Zarin ⚭ Zar Peter III. (Russland) (1728–1762)
        2. Wilhelm Christian Friedrich (1730–1742)
        3. Friedrich August (Anhalt-Zerbst) (1734–1793) ⚭ (I) Karoline von Hessen-Kassel (1732–1759), Tochter von Maximilian von Hessen-Kassel (1689–1753); ⚭ (II) Friederike Auguste Sophie von Anhalt-Bernburg (1744–1827), Tochter von Viktor II. Friedrich (Anhalt-Bernburg) (1700–1765), kaiserl. Feldmarschall
→ ausgestorbene Linie
        4. Augusta Christina Charlotte (1736)
        5. Elisabeth Ulrike (1742–1745)

      4. Christian Ludwig (1691–1710)
      5. Sophia Christina (1692–1747)
      6. Eleonora Augusta (1694–1704)
      7. Johann Friedrich von Anhalt-Zerbst (1695–1742) ⚭ Cajetana von Sperling († 1742)

    7. Joachim Ernst (1657–1658)
    8. Magdalena (1658–1659)
    9. Friedrich (1660)
    10. Hedwig (1662)
    11. Sophia Augusta (1663–1694) ⚭ Herzog Johann Ernst III. (Sachsen-Weimar) (1664–1707)
    12. Albrecht (*/† 1665)
    13. August (1666–1667)

## Sachsen-Lauenburg

### Linie Herzog Johanns I.
1. Johann I. (* nach 1249; † 30. Juli 1285 in Wittenberg), Herzog von Sachsen-Lauenburg
  1. Johann II. († 1322) ⚭ Elisabeth von Holstein-Rendsburg († vor 1340), Tochter von Graf Heinrich I. von Holstein-Rendsburg
    1. Albrecht IV. (1315–1344)
      1. Johann III. (um 1335–1356)
      2. Albrecht V. (um 1335–1370)
      3. Erich III. († 1401)

  2. Albrecht III. († 1308)
  3. Erich I. († 1359)
    1. Erich II. (* 1318/1320; † 1368) ⚭ Agnes von Holstein Tochter des Grafen Johann III. von Holstein-Kiel († 1359)
      1. Erich IV. von Sachsen-Lauenburg (1354–1411), Herzog von Sachsen-Lauenburg ⚭ Sophia von Braunschweig-Lüneburg (1358–1416), eine Tochter von Magnus II.
        1. Erich V. († 1435), Herzog von Sachsen-Lauenburg ⚭ (I) Elisabeth von Holstein (* 1384; † 28. Mai 1416), Tochter von Nikolaus (Holstein-Rendsburg) (1321–1397), ⚭ (II) Elisabeth heißenden Tochter Konrads von Weinsberg
        2. Johann IV. († 1414), Herzog von Sachsen-Lauenburg, Mitregent mit Erich V.
        3. Albrecht (1384–1421), Domherr in Hildesheim
        4. Magnus (* 1390; † 21. September 1452), Bischof von Hildesheim und Kammin
        5. Bernhard II. († 1463), Herzog von Sachsen-Lauenburg ⚭ Adelheid († nach 1445), Tochter des Herzogs Bogislaw VIII. von Pommern (* um 1364; † 11. Februar 1418) ,
          1. Johann IV. (1439–1507), Herzog von Sachsen-Lauenburg ⚭ Dorothea von Brandenburg (1446–1519) Tochter des Friedrich II. von Brandenburg (1413–1471)
            1. Adelheid († jung)
            2. Sophie ⚭ 1491 Graf Anton I. von Holstein-Schauenburg (1439–1526)
            3. Magnus I. (1470–1543), Herzog von Sachsen-Lauenburg →Nachkommen siehe unten Sachsen-Lauenburg
            4. Erich (1472–1522), Bischof von Hildesheim und Münster
            5. Katharina, Nonne
            6. Bernhard († 1524)
            7. Johann (1483–1547), Bischof von Hildesheim
            8. Rudolf († 1503)
            9. Elisabeth († ca. 1542) ⚭ Herzog Heinrich IV. von Braunschweig-Grubenhagen (1460–1526)
            10. Heinrich († jung)
            11. Friedrich († vor 1501)
            12. Anna († 1504) ⚭ (I) 1490 Graf Johann von Lindau-Ruppin († 1500), ⚭ (II) ca. 1503 Graf Friedrich von Spiegelberg († 1537)

          2. Sophie († 1473) ⚭ Herzog Gerhard VIII. von Jülich und Berg (1416/7–1475)

        6. Otto († vor 1431)
        7. Agnes († vor 1415) ⚭ Graf Albrecht II. von Holstein († 1403)
        8. Agnes († um 1435) ⚭ Herzog Wartislaw VIII. von Pommern (1373–1415)
        9. Katharina von Sachsen-Lauenburg († um 1448) ⚭ (I) Fürst Johann VII. von Werle († 1414), ⚭ (II) Johann IV. von Mecklenburg († 1422)
        10. Sophie († 1462) ⚭Herzog Wartislaw IX. von Pommern († 1457)

      2. Agnes von Sachsen-Lauenburg († nach 1387) ⚭ (I) Herzog Wilhelm „Langbein“ von Braunschweig-Lüneburg († 1369), ⚭ (II) 1389 Herzog Bogislaw VI. von Pommern († 1393)
      3. Jutta von Sachsen-Lauenburg († 1388) ⚭ Herzog Bogislaw VI. von Pommern († 1393)
      4. Mechthild von Sachsen-Lauenburg († nach 1405), Äbtissin von Wienhausen

    2. Johann I. von Sachsen-Lauenburg, Bischof von Cammin seit 1343 († 1370)
    3. Helena ⚭ 1338 Johann II. von Hoya

  4. Elisabeth ⚭ 1287 Herzog Waldemar IV. von Schleswig († 1312) (Haus Estridsson)
  5. Helene ⚭ 1297 Graf Adolf VI. von Holstein-Schauenburg (1256–1315)

### Linie Herzog Magnus’ I.
1. Magnus I. (1470–1543), Herzog von Sachsen-Lauenburg ⚭ Katharina von Braunschweig-Wolfenbüttel (1488–1563), Tochter des Herzogs Heinrich I. von Braunschweig-Wolfenbüttel (1463–1514)
  1. Franz I. (1510–1581), Herzog von Sachsen-Lauenburg ⚭ 1540 Sibylle von Sachsen (1515–1592), Tochter von Heinrich von Sachsen (1473–1541)
    1. Albrecht (1542–1544)
    2. Dorothea (1543–1586) ⚭ 1570 Herzog Wolfgang von Braunschweig-Grubenhagen (1531–1595)
    3. Magnus II. (1543–1603), Herzog von Sachsen-Lauenburg ⚭ 1568 Prinzessin Sophie von Schweden (1547–1611), Tochter von König Gustav I. Wasa von Schweden (1496–1560)
      1. Sohn († 1573)
      2. Gustav (1570–1597), Gouverneur von Kalmar

    4. Franz II. (1547–1619), Herzog von Sachsen-Lauenburg ⚭ (I) 1574 Prinzessin Margarete von Pommern (1553–1581), Tochter des Herzogs Philipp I. von Pommern (1515–1560), ⚭ (II) 1582 Prinzessin Marie von Braunschweig-Wolfenbüttel (1566–1626), Tochter des Herzogs Julius von Braunschweig-Wolfenbüttel (1528–1589)
      1. (I) Marie (1576–1625), Nonne in Gandersheim
      2. (I) August (1577–1656), Herzog von Sachsen-Lauenburg ⚭ (I) 1621 Prinzessin Elisabeth Sophie von Schleswig-Holstein-Gottorf (1599–1627), Tochter des Herzogs Johann Adolf von Schleswig-Holstein-Gottorf (1575–1616), ⚭ (II) 1633 Gräfin Katharina von Oldenburg (1582–1644), Tochter des Grafen Johann XVI. von Oldenburg (1540–1603)
        1. Sophie Margarete (1622–1637)
        2. Franz August (1623–1625)
        3. Anna Elisabeth (1624–1688) ⚭ 1665 (gesch. 1672) Landgraf Wilhelm Christoph von Hessen-Homburg (1625–1681)
        4. Sibylle Hedwig (1625–1703) ⚭ 1653/4 Herzog Franz Erdmann von Sachsen-Lauenburg (1629–1666)
        5. Johann Adolf (1626–1646)
        6. Philipp Friedrich (*/† 1627)

      3. (I) Philipp (1578–1605)
      4. (I) Katharina Ursula (1580–1611)
      5. (II) Franz Julius (1584–1634) ⚭ 1620 Prinzessin Agnes von Württemberg (1592–1629), Tochter des Herzogs Friedrich I. von Württemberg (1557–1608)
        1. Franziska Maria (*/† 1621)
        2. Marie Sibylle (1622–1623)
        3. Franz Friedrich (1623–1625)
        4. Franz Julius (1624–1625)
        5. Johanna Juliane (*/† 1626)
        6. Ferdinand Franz (1628–1629)
        7. Franz Ludwig (*/† 1629)

      6. (II) Julius Heinrich (1586–1665), Herzog von Sachsen-Lauenburg ⚭ (I) 1617 Prinzessin Anna von Ostfriesland (1562–1621), Tochter des Fürsten Edzard II. von Ostfriesland (1532–1599), ⚭ (II) 1628 Prinzessin Elisabeth Sophie von Brandenburg (1589–1629), Tochter des Kurfürsten Johann Georg von Brandenburg (1525–1598), ⚭ (III) 1632 Freiin Anna Magdalene von Lobkowitz († 1668), Tochter des Wilhelm Popel von Lobkowitz
        1. (II) Franz Erdmann (1629–1666), Herzog von Sachsen-Lauenburg ⚭ 1654 Prinzessin Sibylle Hedwig von Sachsen-Lauenburg (1625–1703), Tochter des Herzogs August von Sachsen-Lauenburg (1577–1656)
        2. (III) Julius Heinrich (1633–1634)
        3. (III) Franziska (*/† 1634)
        4. (III) Maria Benigna Franziska (1635–1701) ⚭ 1651 Fürst Ottavio Piccolomini, Herzog von Amalfi (1599–1656)
        5. (III) Franz Wilhelm (*/† 1639)
        6. (III) Franziska Elisabeth (*/† 1640)
        7. (III) Julius Franz (1641–1689), Herzog von Sachsen-Lauenburg ⚭ 1668 Pfalzgräfin Hedwig von Sulzbach (1650–1681), Tochter des Pfalzgrafen Christian August (1622–1708)
→ ausgestorbene Linie
          1. Maria Anna Theresia, (1670–1671)
          2. Anna Maria Franziska (1672–1741) ⚭ (I) 1690 Pfalzgraf Philipp Wilhelm von Neuburg (1668–1693), ⚭ (II) 1697 Großherzog Gian Gastone de’ Medici von Toskana (1671–1737)
          3. Maria Sybilla Augusta (1675–1733) ⚭ 1690 Markgraf Ludwig Wilhelm von Baden (1655–1707)

      7. (II) Ernst Ludwig (1587–1620), gefallen in Aschau
      8. (II) Hedwig Sibylle (1588–1635)
      9. (II) Juliane (1589–1630) ⚭ 1627 Herzog Friedrich von Schleswig-Holstein-Norburg (1581–1658)
      10. (II) Joachim Sigismund (1589–1629)
      11. (II) Sabine Katharina (*/† 1591)
      12. (II) Franz Karl (1594–1660) ⚭ (I) 1628 Prinzessin Agnes von Brandenburg (1584–1629), Tochter des Kurfürsten Johann Georg von Brandenburg (1525–1598), ⚭ (II) 1639 Prinzessin Katharina von Brandenburg (1602–1644) Tochter des Kurfürsten Johann Sigismund von Brandenburg (1572–1620), ⚭ (III) Gräfin Christine Elisabeth von Meggau († 1689)
      13. (II) Rudolf Maximilian (1596–1647) ⚭ Anna Caterina de Dulcina
      14. (II) Hedwig Marie (1597–1644) ⚭ 1636 Fürst Hannibal Gonzaga von Bozzolo (1602–1668)
      15. (II) Franz Albrecht (1598–1642), gefallen ⚭ 1640 Prinzessin Christine Margarete zu Mecklenburg (1615–1666), Tochter des Herzogs Johann Albrecht von Mecklenburg-Güstrow (1590–1636)
      16. (II) Johann Georg (1600–1601)
      17. (II) Sophie Hedwig (1601–1660) ⚭ 1624 Herzog Philipp von Schleswig-Holstein-Glücksburg (1584–1663)
      18. (II) Franz Heinrich (1604–1658) ⚭ 1637 Gräfin Marie Juliane von Nassau-Siegen (1612–1665), Tochter des Grafen Johann VII. von Nassau-Siegen (1561–1623)
        1. Katharine Marie (1640–1641)
        2. Christine Juliane (1642–1644)
        3. Erdmuthe Sophie (1644–1689) ⚭ 1665 Herzog Gustav Rudolf von Mecklenburg-Schwerin (1632–1670)
        4. Franz (*/† 1645)
        5. Eleonore Charlotte (1646–1709) ⚭ 1676 Herzog Christian Adolf von Schleswig-Holstein-Sonderburg-Franzhagen (1641–1702)
        6. Erdmann (1649–1660)

    5. Heinrich (1550–1585), Erzbischof von Bremen ⚭ 1575 Anna von Broich
    6. Moritz (1551–1612) ⚭ 1581 (gesch. 1582) Katharine von Spörck
    7. Ursula (1552/3–1620) ⚭ 1580 Herzog Heinrich I. von Braunschweig-Dannenberg (1533–1598)
    8. Friedrich (1554–1586), Domherr in Köln und Bremen
    9. Sidonie Katharina († 1594) ⚭ (I) 1567 Herzog Wenzel III. Adam von Teschen (1524–1579), ⚭ (II) 1586 Emerich III. Forgach, Obergespan von Trentschin

  2. Dorothea (1511–1571) ⚭ 1525 König Christian III. von Dänemark (1503–1559)
  3. Katharina (1513–1535) ⚭ 1531 König Gustav I. Wasa von Schweden (1496–1560)
  4. Klara (1518–1576) ⚭ 1547 Herzog Franz von Braunschweig-Gifhorn (1508–1549)
  5. Sophie (1521–1571) ⚭ 1537 Graf Anton I. von Delmenhorst und Oldenburg (1505–1573)
  6. Ursula (1523–1577) ⚭ 1551 Herzog Heinrich V. von Mecklenburg (1479–1552)

## Sachsen-Wittenberg
1. Albrecht II. (* 1250; † 25. August 1298), 1260 Herzog von Sachsen-Wittenberg ⚭ 1273 Agnes (Hagne † 1322 in Wittenberg), Tochter des römisch-deutschen Königs Rudolf von Habsburg (1218–1291)
  1. Rudolf I. ⚭ (I) (* um 1284 in Wittenberg; † 12. März 1356 Wittenberg) Jutta (Brigitte) von Brandenburg († 9. Mai 1328 Wittenberg), Tochter des Markgrafen Otto V.,⚭ (II) Kunigunde von Polen (um 1298; † 9. April 1333 in Wittenberg), Tochter von König Władysław I. Ellenlang von Polen (1260–1333),⚭ (III) Agnes von Lindow (* 18. Dezember 1314; † 9. Mai 1343 in Wittenberg), Tochter des Grafen Ulrichs I. von Lindow
    1. (I) Albert († jung 4. Juli 1329)
    2. (I) Johann († jung in Wittenberg)
    3. (I) Anna (erwähnt 1309; † 1328/29 Wittenberg) ⚭ Bernhard von Polen († um 1356)
    4. (I) Rudolf II. (* um 1307; † 6. Dezember 1370) ⚭ (I) Elisabeth († 1354), die Tochter des Landgrafen Otto von Hessen, ⚭ (II) Elisabeth († 15. November 1373), Tochter des Grafen Ulrich II. von Lindow-Ruppin
      1. Beate († bald nach 1373)
      2. Elisabeth († 1353)
      3. Albrecht (* Anfang 1371 in Wittenberg; † 1371 in Wittenberg)

    5. (I) Elisabeth († 1353) ⚭ vor 22. Juni 1344 Waldemar I., Fürst von Anhalt-Zerbst († 3. September 1367)
    6. (I) Agnes († 4. Januar 1338) ⚭ Bernhard III., Fürst von Anhalt-Bernburg (um 1300; † 20. August 1348)
    7. (I) Otto († 30. März 1350) ⚭ Elisabeth von Braunschweig-Lüneburg († 1384), Tochter von Wilhelm von Braunschweig-Lüneburg und Hedwig von Ravensberg
      1. Albrecht († 1385), Fürst von Lüneburg ⚭ 1374 Katharina von Anhalt-Bernburg († 1390)
        1. Helene (* 1385)

    8. (I) Beatrix († nach 26. Februar 1345 Kloster Coswig ) ⚭ 27. Januar 1337 Albrecht II., Fürst von Anhalt-Zerbst (* 1306; † Juli 1362)
    9. (II) Miesko (auch Mesico, Miesco) (* um 1330; † 1350) ⚭ Eudoxia
    10. (III) Wilhelm († jung)
    11. (III) Wenzel (* um 1337; † 1388 Celle) ⚭ 23. Januar 1367 Cäcilie (Siliola) von Carrara (* um 1350 † zwischen 1430 und 1434), Tochter von Francesco Carrara von Padua
      1. Rudolf III. (* um 1373 in Wittenberg; † 11. Juni 1419 in Böhmen) Herzog von Sachsen-Wittenberg ⚭ (I) Anna von Meißen († 4. Juli 1395), Tochter des Mark- und Landgrafen Balthasar von Meißen und Thüringen,⚭ (II) Barbara († 17. Mai 1435), Tochter des Liegnitzer Herzogs Ruprecht I.
        1. Scholastica (1393–1463) ⚭ Herzog Johann I. von Sagan (1385–1439)
        2. Rudolf († 1406)
        3. Wenzel († 1407)
        4. Siegmund († 1407)
        5. Barbara (1405–1465) ⚭ Markgraf Johann von Brandenburg-Kulmbach.(1406–1464)

      2. Wenzel († 1402)
      3. Erich († als Kind)
      4. Anna († 1426) ⚭ Friedrich von Braunschweig-Lüneburg
      5. Albrecht III. (* um 1375/1380 in Wittenberg; † vor dem 12. November 1422 ), Kurfürst von Sachsen
      6. Margarete von Sachsen ⚭ Bernhard von Braunschweig-Lüneburg

    12. (III) Helene († 2. April 1367) ⚭ 1353 Johann I. von Hardeck, Burggraf von Magdeburg

  2. Otto († 1349) ⚭ Lucie von Dalmatien
  3. Albert († 19. Mai 1342 Passau), Bischof von Passau (1320–1342)
  4. Wenzel († 17. März 1327 in Wittenberg), Domherr in Halberstadt
  5. Elisabeth († 3. März 1341) ⚭ 1317 Obizzo III. de Este-Ferrara in Italien
  6. Anna († 22. November 1327 in Wismar) ⚭ (I) August 1308 in Meißen Markgraf Friedrich, gen. der Lahme (* 9. Mai 1293; † 13. Januar 1315), Sohn von Friedrich I. von Meißen, ⚭ (II) Juli 1315 mit Herzog Heinrich II. von Mecklenburg, gen. der Löwe (* um 1267 in Riga; † 21. Januar 1329 in Doberan)

## Erwachsenenadoptionen im 20. und 21. Jahrhundert
Bei den Anhalts gab es zahlreiche Adoptionen von Erwachsenen. Dieser Personenkreis wird vom Oberhaupt der Askanier, Eduard Prinz von Anhalt, nicht als Teil der Familie betrachtet. Die Namensträger wurden von verschiedenen Personen adoptiert. Besonders erwähnenswert ist in diesem Zusammenhang der adoptierte Frédéric Prinz von Anhalt, der selbst wiederum weitere Personen adoptiert hat.
Bekannt sind folgende Erwachsenenadoptionen:
1. Marie Auguste von Anhalt (1898–1983), geborene Askanierin (Linie Fürst Leopolds III.)
  1. Frédéric von Anhalt (* 1943 als Hans-Robert Lichtenberg) ⚭ Zsa Zsa Gabor (1917–2016), Adoptivsohn
    1. Maximilian Michael Prinz von Anhalt (* 1963[5] als Michael Killer), Adoptivsohn
    2. Marcus Prinz von Anhalt (* 1966 als Marcus Eberhardt), Adoptivsohn
    3. Oliver Leopold Prinz von Anhalt (1971–2016, geboren als Oliver Bendig), Adoptivsohn
    4. Alexander Markus Maximilian Prinz von Anhalt (1972–2023, geboren als Markus Chapelaer), Adoptivsohn
    5. Ferdinand Maximilian Leopold Prinz von Anhalt (* 1984 als Markus Wolfgang Wölfert), Adoptivsohn
    6. Kevin Prinz von Anhalt (* 1994 als Kevin Feucht), Adoptivsohn